# Municipio de Creek (Kansas)
El municipio de Creek (en inglés: Creek Township) es un municipio ubicado en el condado de Sumner en el estado estadounidense de Kansas. En el año 2010 tenía una población de 243 habitantes y una densidad poblacional de 2,56 personas por km².

## Geografía
El municipio de Creek se encuentra ubicado en las coordenadas 37°20′34″N 97°44′52″O / 37.34278, -97.74778. Según la Oficina del Censo de los Estados Unidos, el municipio tiene una superficie total de 94.92 km², de la cual 94,87 km² corresponden a tierra firme y (0,05 %) 0,05 km² es agua.

## Demografía
Según el censo de 2010, había 243 personas residiendo en el municipio de Creek. La densidad de población era de 2,56 hab./km². De los 243 habitantes, el municipio de Creek estaba compuesto por el 94,24 % blancos, el 0,82 % eran amerindios y el 4,94 % eran de una mezcla de razas. Del total de la población el 1,23 % eran hispanos o latinos de cualquier raza.